# British Rail
British Railways (BR), conocida como British Rail a partir de 1965, fue una compañía estatal británica que operó la red ferroviaria del Reino Unido entre 1948 y 1997. Fue creada a partir de la nacionalización de las llamadas "Cuatro grandes" compañías ferroviarias británicas y continuó como tal hasta la gradual privatización de British Rail, producida por etapas entre 1994 y 1997.
Con la privatización, la responsabilidad sobre las vías, la señalización y las estaciones pasó a Railtrack (en la actualidad Network Rail), mientras que el transporte de mercancías y pasajeros quedó repartido entre las empresas privadas de servicios ferroviarios.

## Historia

### Nacionalización
La red ferroviaria de Gran Bretaña tuvo su gran desarrollo durante el siglo XIX. Durante la Primera Guerra Mundial los ferrocarriles estuvieron bajo control del gobierno británico, situación que continuó hasta 1921. En 1923, sobre la base de la Ley de Ferrocarriles de 1921, quedaron formadas cuatro grandes compañías, cada una de las cuales con una zona de operaciones: la Great Western Railway (GWR), la London, Midland and Scottish Railway (LMS), la London and North Eastern Railway (LNER) y la Southern Railway (SR). La nacionalización definitiva vino tras la Segunda Guerra Mundial, mediante la Ley de Transportes de 1947. Esta ley preveía la nacionalización de la red ferroviaria, como parte de la política del Gobierno laborista de Clement Attlee para nacionalizar los servicios públicos. British Railways comenzó a operar a partir del 1 de enero de 1948, después de haber absorbido a las "Cuatro grandes" compañías.
A su vez, la organización de British Railways se dividió en las siguientes regiones:
- Southern Region of British Railways (SR)
- Western Region of British Railways (WR)
- London Midland Region of British Railways (LMR)
- Eastern Region of British Railways (ER)
- North Eastern Region of British Railways (NER)
- Scottish Region of British Railways (ScR)
- North Western Railway (NWR)

La North Eastern Region se unió con la Eastern Region en 1967.

### Modernización y reformas
En enero de 1955 la compañía hizo público un memorándum, llamado posteriormente "Plan de Modernización", que pretendía llevar el sistema ferroviario británico al siglo XX. Un informe gubernamental de 1956 indicaba que la modernización ayudaría a eliminar el déficit financiero de BR para 1962, pero las cifras tanto en este informe como en el plan original obedecían a razones políticas y no eran producto de un análisis detallado.

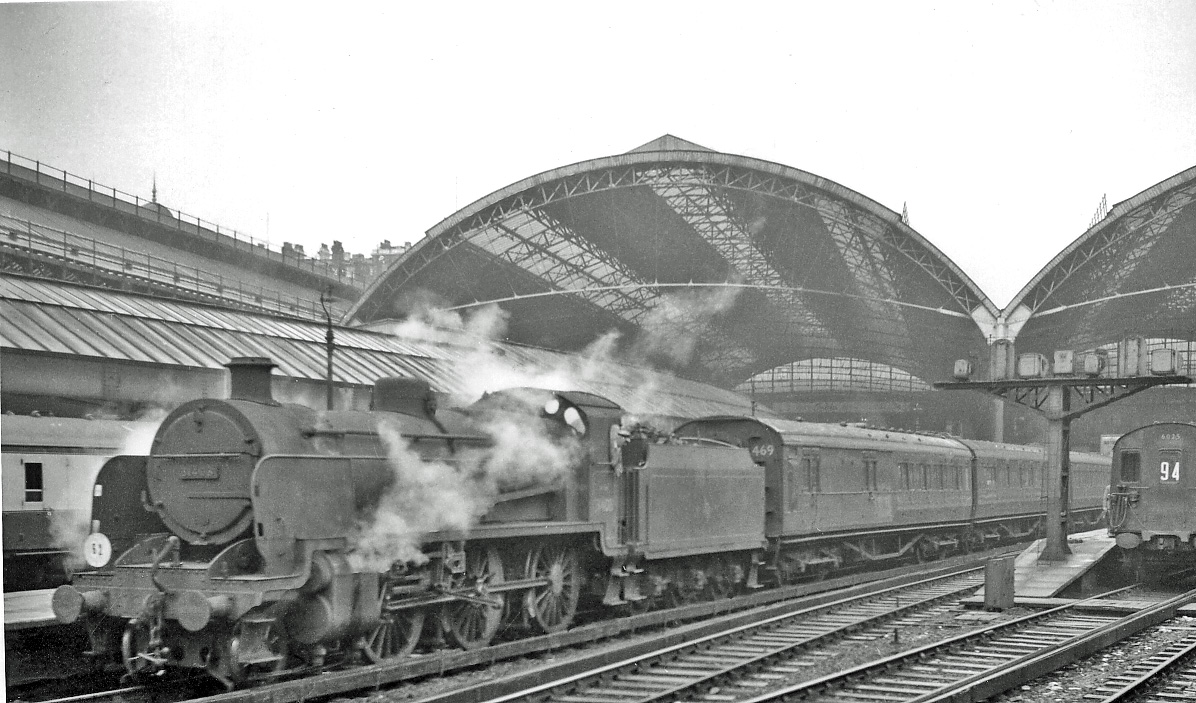
Tren de British Railways en la Estación Victoria de Londres (1958).

El gobierno pareció respaldar el programa de 1955 (que costaba 1.200 millones de £), pero también lo hizo en gran parte por razones políticas. Este incluía la retirada de locomotoras de vapor y su sustitución por locomotoras diésel o eléctricas. Sin embargo, no todas las modernizaciones serían efectivas en la reducción de costes. El programa de "dieselización" dio los contratos principalmente a proveedores británicos, que tenían poca experiencia en la fabricación de locomotoras diésel, y se precipitó al crear grandes expectativas en la electrificación rápida, lo que en definitiva resultó en un gran número de locomotoras con diseños deficientes y una importante falta de estandarización. Por estas fechas también se estuvo desarrollando el transporte por contenedores. El programa de construcción de instalaciones de clasificación de mercancías no tuvo mucho éxito, dado que estaba basado en la creencia de la viabilidad del tráfico de vagones de carga, de cara a la competencia con el transporte por carretera, cada vez más eficaz.
Durante los años 1960 los planteamientos del Plan Beeching marcaron las reformas de British Railways, que llevaron a una reestructuración de la enorme red de vías que existían en aquel momento y que eran identificadas como la principal causa de pérdidas económicas para los Ferrocarriles británicos. A su vez, también indujeron un desarrollo de los grandes ejes de transporte ferroviario por todo el país.

### Privatización y desaparición

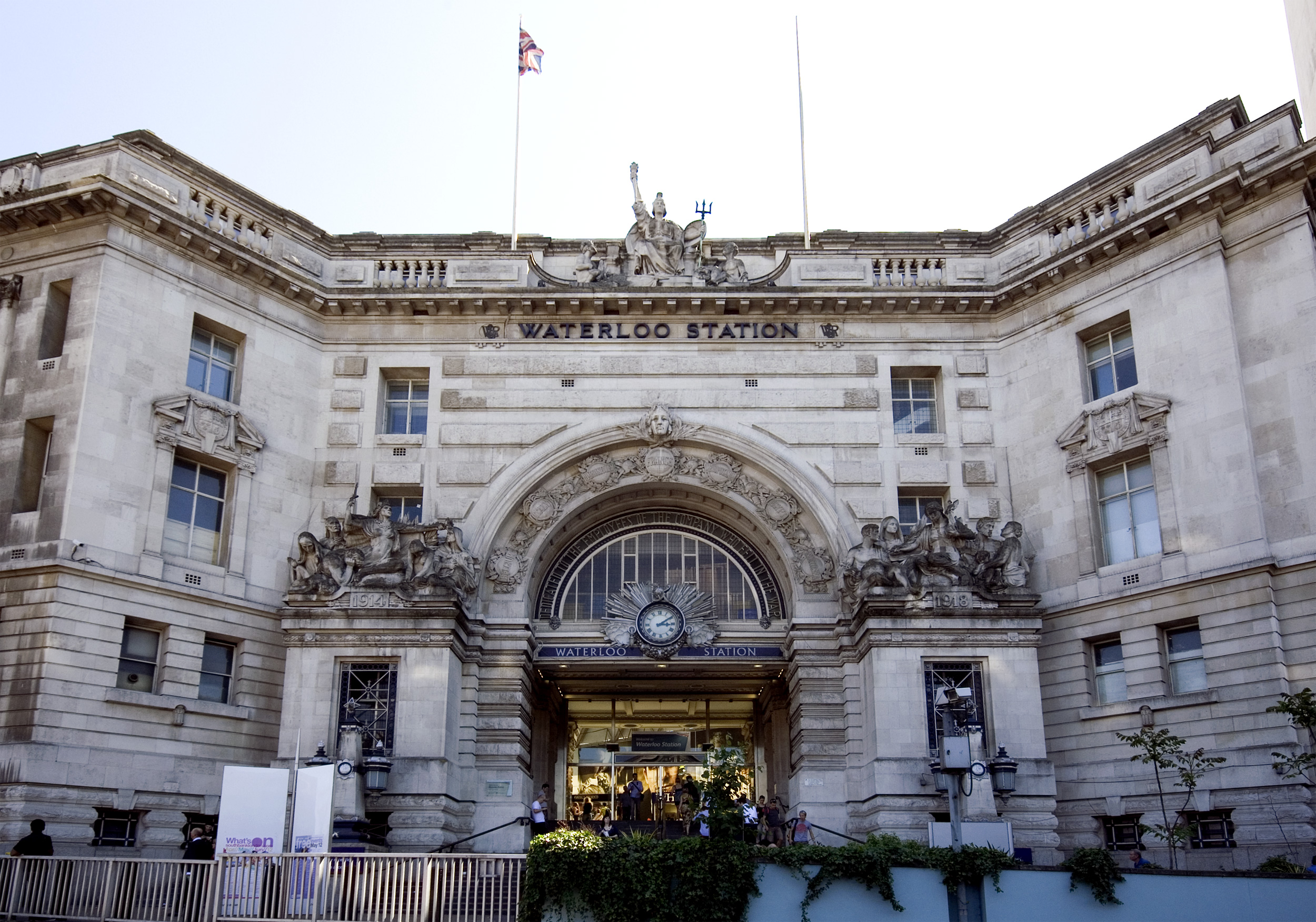
Fachada de la Estación de Waterloo, que se convirtió en una de las principales de la red de BR.

Durante los años 1980 las antiguas "regiones ferroviarias" fueron reemplazadas por "sectores de negocios".
Entre 1994 y 1997, la "British Rail" fue privatizada. La propiedad de las vías y las demás infraestructuras pasaron a Railtrack el 1 de abril de 1994; después, los servicios de pasajeros fueron dados en concesión a operadores del sector privado (originalmente había 25 franquicias), mientras que los servicios de transporte de mercancías fueron vendidos directamente (se crearon seis empresas para este fin, pero cinco de ellas fueron vendidas al mismo comprador).
Aunque la "Waterloo and City line" había pertenecido a la red SouthEast de BR, no fue incluida en la privatización, siendo transferida al Metro de Londres en diciembre de 1994. Las restantes propiedades de British Rail fueron transferidas al BRB (Residuary) Ltd.
Cuando la privatización de British Rail fue propuesta en 1992 por el Gobierno conservador, ésta encontró una gran oposición, incluyendo el Partido Laborista y los sindicatos ferroviarios. Inicialmente, los laboristas propusieron revertir el proceso privatizador. Sin embargo, tras su llegada al poder, el Manifiesto laborista de 1997 no incluía revertir el proceso y tampoco se oponían a los planes conservadores para la privatización del Metro de Londres.

## Red
La antigua red de British Rail, incluye las rutas troncales de West Coast Main Line, East Coast Main Line, Great Western Main Line, Great Eastern Main Line y Midland Main Line, además de otras líneas.

## Renacionalización
En los últimos tiempos algunos grupos han hecho campaña en favor de una renacionalización de los ferrocarriles británicos. Otros grupos están más centrados en la forma futura de los ferrocarriles privatizados del Reino Unido. Una hipotética renacionalización sigue teniendo apoyo popular: una encuesta de 2012 daba un 70% de apoyo a una nueva nacionalización de los ferrocarriles británicos.